# عبد الله شيخ خميس
عبد الله شيخ خميس ممثل سوري من مواليد اللاذقية كآن (1يناير 1943) تخرج من المعهد العالي للفنون المسرحية سنة 1986.

## أعماله
- العراب(نادي الشرق)
- على موج البحر
- المصابيح الزرق

والكثير من الأعمال الآخرى ولكن المسلسل الذي اشتهر فيه
هو ضيعة ضايعة الجزء1و2 بدور صاحب الدكان صالح زوج زهرة التي
تعشق النمورة والصفة التي اشتهر فيها عبد الله انه لا يخرج عن مسار المسلسل أو البرنامج أو الفيلم ويلتزم بدوره بأقصى درجة.

## حياته
ولد وترعرع باللاذقية كان حلمه التمثيل، درس بجامعة تشرين فرع التجارة والاقتصاد وبعد تخرجه ظل هذا الحلم داخله فبعد سنة سافر إلى دمشق ليدرس بالمعهد العالي للفنون المسرحية

## دراسته
درس بجامعة تشرين فرع التجارة والاقتصاد فبعد سنة سافر إلى دمشق ليتقد إلى المعهد العالي للفنون المسرحية.